# 曹汝貞
曹汝貞（韓語：조여정，1981年2月10日—），或譯曹如晶、趙如晶、趙汝晶、趙汝貞等，韓國女演員，另錯譯為趙汝珍。

## 演藝簡歷
曹汝貞最早亮相是在1997年於CeCI時裝杂志擔任模特兒，初期的電視劇作品包括1998年《我如何呢？》、1999年《不知别人的速度》、2002年《野人時代》、2003年《太陽的南邊》，以及2004年的《愛情的條件》等，2006年在被称为韩国版的《罗密欧与朱丽叶》的MBC剧集《有多愛》中，饰演性格不俗的富家女，给公眾留下了深刻印象。
為了鍛鍊自己的演技，曹汝貞由時裝劇和短篇電影不斷挑戰惡角、搞笑人物等角色。2005年和智鉉寓一起出演了音樂劇《希臘》，展現出出色的唱歌和舞蹈實力。2006年的《吸血刑警羅道烈》是她第一次擔綱女主角的電影作品。2010年，她主演的電影《方子传》讓她獲得第14屆富川國際奇幻影展最佳女演員獎。2019年，以電影《寄生上流》於春史電影獎及青龍電影獎皆獲頒最佳女主角獎。

## 影視作品

### 電視劇
- 1998年：SBS《我如何呢？（朝鲜语：나 어때 (시트콤)）》飾演 如晶
- 1999年：MBC《不知别人的速度（朝鲜语：남의 속도 모르고）》飾演 楊美里
- 1999年：MBC《最後的戰爭（朝鲜语：마지막 전쟁）》飾演 金泰熙[9]
- 2002年：SBS《野人時代》飾演 愛蘭
- 2002年：KBS《張禧嬪 (2002年電視劇)》飾演 寧嬪金氏
- 2003年：SBS《太陽的南邊（朝鲜语：태양의 남쪽)）》飾演 羅惠仁
- 2003年：SBS《興夫家的葫蘆開了（朝鲜语：흥부네 박터졌네）》飾演 吳丹菲
- 2004年：KBS《愛情的條件》飾演 羅艾莉
- 2004年：MBC《我來自朝鮮（朝鲜语：조선에서 왔소이다）》飾演飾演 李韓率
- 2006年：MBC《有多愛（朝鲜语：얼마나 좋길래）》飾演 李善珠
- 2008年：tvN《錢的戰爭 The Original（朝鲜语：쩐의 전쟁 the Original）》飾演 崔智仁
- 2009年：KBS《回家的路》飾演 徐美玲
- 2011年：tvN《需要浪漫》飾演 鮮于仁英
- 2012年：KBS《海雲臺戀人們》飾演 高素羅
- 2015年：SBS《離婚律師戀愛中》飾演 高巧熙
- 2016年：KBS《Baby Sitter》飾演 千恩珠
- 2016年：KBS《雲畫的月光》飾演 徐恩慧（客串）
- 2017年：KBS《完美的妻子》飾演 李恩熙
- 2018年：tvN 《Drama Stage 做最後一餐飯的女人》飾演 崔秀雅
- 2019年：JTBC《美麗的世界》飾演 徐恩珠
- 2019年：KBS《99億的女人》飾演 鄭瑞延
- 2020年：KBS《出軌的話就死定了》飾演 姜汝珠
- 2021年：tvN《High Class》飾演 宋汝蔚
- 2022年：tvN《明星經紀人生存記》飾演 曹汝貞
- 2024年：U+Mobiletv《塔羅牌：聖誕老人來訪》飾演 安智友
- 2025年：Disney+《韓國製造》飾演

### 電影
- 2002年：《如果有不錯的人請介紹給我（朝鲜语：좋은사람있으면 소개시켜줘）》飾演 敏雅[10]
- 2006年：《吸血鬼警探（朝鲜语：흡혈형사 나도열）》 飾演 妍熙
- 2010年：《方子傳》飾演 春香
- 2012年：《後宮：色慾天下》飾演 華妍
- 2014年：《標靶》飾演 鄭希珠
- 2014年：《人間中毒》飾演 李淑珍
- 2015年：《上班女郎（朝鲜语：워킹걸 (2015년 영화)）》飾演 白寶熙
- 2019年：《寄生上流》飾演 蓮喬（朴太太）
- 2024年：《塔羅牌》飾演 安智友
- 2024年：《窺鏡》饰演 秀妍
- 待定：《采访》（인터뷰）

### MV
- 2011年：成始璄《我很好》
- 2019年：朴軫永《FEVER》

## 綜藝節目
- 2008年：MBC《我们结婚了》與李輝宰（9-17回，共9回）
- 2010年：MBC《女演員的管家》
- 2013年：SBS《金炳万的丛林法则-伯利兹加勒比海篇》

## 獲獎
- 2010年：第14屆富川國際奇幻影展－最佳女演員獎（方子傳）[7]
- 2010年：第31屆青龍電影獎－人氣明星獎（方子傳）[11]
- 2010年：第26屆韓國最佳著裝天鵝獎－電影演員獎[12]
- 2011年：第4屆亞洲時尚偶像獎－SIA's 發現賞[13]
- 2013年：第七屆SBS演藝大賞－人氣賞（與金聖洙，叢林的法則）
- 2014年：第34屆韓國電影評論家協會獎－最佳女配角獎（人間中毒）[14]
- 2015年：第六屆年度電影獎－最佳女配角獎（人間中毒）
- 2016年：KBS演技大賞－女子 獨幕劇獎（Baby Sitter）
- 2017年：KBS演技大賞－中篇電視劇部門女子優秀演技獎（完美的妻子）
- 2019年：春史電影獎－女主角獎（寄生上流）[8]
- 2019年：青龍電影獎－女主角獎（寄生上流）[15]
- 2019年：新墨西哥影評人協會（New Mexico Film Critics Circle）－最佳女配角、最佳整體演出[亞軍]（寄生上流）[16]
- 2019年：波士頓影評人協會－最佳整體演出[亞軍][a]（寄生上流）[17]
- 2019年：西雅圖影評人協會（英语：Seattle Film Critics Society）－最佳整體演出（寄生上流）[18]
- 2019年：女性影評人線上協會（Online Association of Female Film Critics）－最佳整體演出[亞軍]（寄生上流）[19]
- 2019年：KBS演技大賞－女子最優秀演技獎（99億的女人）
- 2020年：哥倫布影評人協會－最佳整體演出（寄生上流）[20]
- 2020年：美國演員工會獎－最佳電影整體演出（英语：Screen Actors Guild Award for Outstanding Performance by a Cast in a Motion Picture）（寄生上流）[21]
- 2020年：在線電影與電視協會（Online Film & Television Association）－最佳整體演出（寄生上流）[22]
- 2020年：金賽電影獎（英语：Gold Derby Awards）－最佳整體演出（寄生上流）[23]
- 2020年：國際電影愛好者協會（英语：International Cinephile Society）－最佳女配角[亞軍]、最佳整體演出（寄生上流）[24]
- 2020年：克羅魯迪斯獎（英语：Chlotrudis Society for Independent Film）－最佳整體演出（寄生上流）[25]
- 2020年：KBS演技大賞－迷你電視劇部門女子優秀演技獎、最佳情侶獎（出軌的話就死定了）

## 備註
1. ↑  與《從前，有個好萊塢》並列

## 外部連結
- 曹汝貞的Instagram帳戶
- 曹汝貞的X（前Twitter）
- 曹汝貞在NAVER上的资料
- 曹汝貞在Daum上的资料